# Delovna prostornina
Delovna prostornina (volumen) (ang. Displacement, nem. Hubraum) je pomemben parameter pri batnih motorjih. Je prostornina med najvišjo zgornjo lego (TDC) in najnižjo spodnjo lego (BDC) bata. Celotna zgorevalna komora je malce večja kot delovna prostornina, ker ostane nad batom nekaj prostora ko je v najvišji legi. 
Delovna prostornina se poda v kubičnih centimetrih (cc ali cm3) ali pa litrih, v Ameriki se pogosto uporablja kubične inče (CID). Prostornina 1 liter je približno enaka 61 kubičnim inčam (CID). V nekaterih državah so cestni davki odvisni od delovne prostornine motorja.

## Definicija
Delovna prostornina je odvisna od premera cilindra, dolžine hoda valja in števila cilindrov. 
{\displaystyle {\mbox{Del. prostornina}}={\pi  \over 4}\times {\mbox{premer cilindra}}^{2}\times {\mbox{dolžina hoda}}\times {\mbox{število cilindrov}}}
Primer: Če je premer valja 10 cm, hod 5 cm in imamo štiri valje:
3,1416/4 × (10 cm)2 × 5 cm × 4 = 1 570 cc = 1,57 litrov

## Primeri delovnih prostornin
- Motorna kosilnica na nitko ali motorna verižna žaga:  30-50 ccm
- Skuter: 50-70 ccm
- Motocikel: 125-2000 ccm
- Avtomobil. 1000-4000 ccm, Bugatti Veyron - 8000 ccm
- Zvezdasti letalski motor: Pratt & Whitney R-4360 Wasp Major - 71500 ccm
- Ladijski motor Wärtsilä-Sulzer RTA96-C: - 25480000 ccm (25480 l) - najmočnejši batni motor (80080 kW - 107390 KM)